# Matty Mullins
Matty Mullins (* 3. Juli 1989 in Spokane, Washington) ist ein US-amerikanischer Rockmusiker. Er ist seit 2008 Frontsänger und Songwriter der Metalcore-Band Memphis May Fire aus Dallas, Texas.

## Karriere
Bevor Mullins durch ein offenes Casting zu Memphis May Fire stieß, spielte er lediglich in lokalen Gruppen aus Spokane, Washington und Umgebung. Mit Memphis May Fire veröffentlichte er die Alben Sleepwalking (2009), The Hollow (2011), Challenger (2012) und Unconditional (2014), sowie die Between the Lies EP (2010).
Als Gastmusiker war er bereits im Stück The Walking Dead aus dem Album Genes[is] der Band Woe, Is Me zu hören. Außerdem ist er Gastsänger im Lied Bohemian aus dem 2013 veröffentlichten Album The Campaign der Metalcore-Band Affiance. Er ist des Weiteren an einem Musikprojekt beteiligt, welches Rescuer heißt und mit With Time Comes the Confort ein Album über Rise Records veröffentlicht hat. Auch hatte er Gastbeiträge in Stücken von Hands Like Houses und Fallstar. Es wurde geplant, dass Mullins auf dem am 4. Juni 2013 erscheinenden Album Feel von Sleeping with Sirens einen Gastsänger-Part haben soll. Er ist im Stück Congratulations zu hören.
Im Januar 2013 wurde bekannt, dass Matty Mullins an einem Solo-Projekt arbeite. Am 23. September 2014 erschien sein erstes gleichnamiges Solo-Album über Rise Records. In der Woche zum 11. Oktober 2014 stieg das Album auf Platz 66 in den US-Albumcharts ein.

## Privates
Matty Mullins wurde am 3. Juli 1989 in Spokane, Washington geboren. Sein Vater ist ebenfalls Musiker. Er wuchs in einem stark christlich und konservativ geprägten Umfeld auf. Seine Eltern erlaubten ihm lediglich Konzerte von christlichen Rockbands wie zum Beispiel Audio Adrenaline oder The Newsboys zu besuchen. Allerdings akzeptieren sie seinen musikalischen Werdegang. Mullins ist seit seinem 18. Lebensjahr mit Brittany Mullins verheiratet. Er ist privat mit den Musikern Danny Worsnop (Asking Alexandria), Kellin Quinn (Sleeping with Sirens) und Vic Fuentes (Pierce the Veil) befreundet. Er ist überzeugter Christ. Er lebt mit seiner Frau in einem Vorort von Atlanta, Georgia.
Er ist Vegetarier und wurde 2013 für einen PETA2 Libby Award nominiert. Dieser ging jedoch an Daniella Monet.

## Songwriting
Matty Mullins ist hauptsächlich für die Texte bei Memphis May Fire verantwortlich. Meist handeln diese von persönlichen Erfahrungen als Musiker oder um Beziehungen der Bandmitglieder. Im Lied Prove Me Right kritisiert Mullins die Musikindustrie und spielt dabei auf eine Erfahrung an, welche die Gruppe mit ihrem ersten Label, Trustkill Records, gemacht hat.

„The first single we released was called Prove Me Right. That song is about the music industry and what it does to me. And just kind of realizing that the 15 year old me that just wanted a record deal and thought that people in the music industry were just there to help support you and your dream when the reality of it is that it’s the complete opposite. It’s a bunch of money hungry suits that really don’t care – and I’m not saying that this is everybody – but some of the people that we worked with – people who don’t really care about the music or the art at all. All they see is dollar signs. So that song is about everyone who ever kicked me when I was down – tried to make me feel like I couldn’t accomplish what I have today. It’s kind of a middle finger to everybody who ever said I couldn’t do it – because I’m here doing it right now.“

„Die erste Single, die wir veröffentlicht haben, hieß Prove Me Right. Das Stück handelt über die Musikindustrie und die Bedeutung, welche sie für mich hat. Mein 15-jähriges Ich, wollte unbedingt einen Plattenvertrag abschließen, in der Hoffnung, dass die Leute innerhalb der Musikindustrie helfen deinen Traum zu verwirklichen. Die Realität zeigt jedoch, dass das Gegenteil der Fall ist. Es gibt einige geldgierige Menschen - ich sage nicht, dass jeder so ist - aber manch eine Person mit denen wir bereits zusammen gearbeitet haben - Menschen, die sich nicht um die Musik oder gar an der Kunst an sich kümmern. Alles was sie sehen ist Geld. Deswegen ist der Song an all diejenigen gerichtet, welche mich fallen gelassen haben, wenn ich bereits unten war und an alle die mich glauben ließen, dass ich nicht das erreichen köonnte was ich heute erreicht habe. Es ist eine Art Mittelfinger an alle, die jemals zu mir sagten, dass ich das nicht tun könnte - deswegen bin ich jetzt hier.“

Allerdings handeln die Texte von Mullins öfters auch von persönlichen Problemen, wie Liebeskummer (Miles Away), Selbstverletzung oder auch Drogenabhängigkeit (Vices). Miles Away ist ein Lied, das er seiner Frau gewidmet hat. Es handelt über die schwierige Lage sich zwischen seiner Familie und dem Musiker-Dasein zu entscheiden. In dem Stück klärt er auf, dass die Familie für ihn wichtiger ist als sein Beruf als Musiker. Der Gastsänger-Part in diesem Song wurde allerdings von Kellin Quinn verfasst. Die meisten Songs der Band werden aus der Sicht von Erfahrungen anderer Personen inspiriert. Auch waren bereits Fans der Gruppe eine Inspirationsquelle für einige Songtexte von Mullins. Aber auch Freunde und die Familien der Musiker beeinflusst das Erarbeiten der Texte. Durch diese entstand, laut Mullins, das Album The Hollow.

## Musikalische Einflüsse
Als musikalischen Haupteinfluss nennt Mullins die Hardcore-Band Every Time I Die. Auch wird er von Gruppen wie Architects, Bring Me the Horizon, Atreyu und Asking Alexandria in seiner Musik beeinflusst. In einem Interview erzählte er, dass die Gruppe versuche sich bei Live-Auftritten mit anderen Bands, ein wenig abzuschauen.

## Diskografie

### Mit Memphis May Fire

#### EPs
- 2010: Between the Lies (Bullet Tooth Records)

#### Alben
- 2009: Sleepwalking (Trustkill Records)
- 2011: The Hollow (Rise Records)
- 2012: Challenger (Rise Records)
- 2014: Unconditional (Rise Records)
- 2016: This Light I Hold (Rise Records)
- 2018: Broken (Rise Records)
- 2022: Remade in Misery (Rise Records)

### Solo
- 2014: Matty Mullins (Rise Records)
- 2017: Unstoppable (BEC Recordings)

### Gastbeiträge
- 2011: The Architect von Fit for a King aus dem Album Descendants
- 2012: Gastsänger bei Rescuer aus Florida
- 2012: I Ain't Afraid of No Ghost von Outline in Color aus dem Album Jury of Wolves[16]
- 2012: The Walking Dead von Woe, Is Me aus dem Album Genes[is]
- 2012: Watchmaker von Hands Like Houses aus dem Album Ground Dweller
- 2013: Bohemian von Affiance aus dem Album The Campaign
- 2013: Shallow Believer von Fallstar aus dem Album Backdraft
- 2013: Congratulations von Sleeping with Sirens aus dem Album Feel
- 2014: Break the Cycle von For Today aus dem Album Fight the Silence
- 2014: The World In Your Way von Mireau aus dem Album The World In Your Way
- 2014: The Deepest Well von Yellowcard aus dem Album Lift A Sail

## Kontroverse
Während des Auftrittes seiner Band Memphis May Fire im Rahmen der Warped Tour am 11. Juli 2013 hielt der Sänger vor dem Beginn des Stückes Jezebel eine Ansprache, in der er den fragwürdigen Kleidungsstil mancher weiblicher Festivalbesucher kritisierte. Sowohl auf dem sozialen Netzwerk Tumblr erntete er für seine Aussage Ärger und Unverständnis von weiblichen Fans der Band. Auch Joel Birch, Sänger der australischen Melodic-Hardcore-Band The Amity Affliction – welche ebenfalls auf der Warped Tour spielten –, übte harsche Kritik an Mullins für seine Ansprache.

„The other guys in Memphis May Fire are cool as fuck, but Matty Mullins can get the fuck off Warped.“

Fast zwei Jahre später sagte Mullins in einem Interview mit The Badchristian Podcast, dass er die „falschen Worte“ verwendet habe, um seinen Unmut auszudrücken.